# Parque Natural do Maciço de Montgó

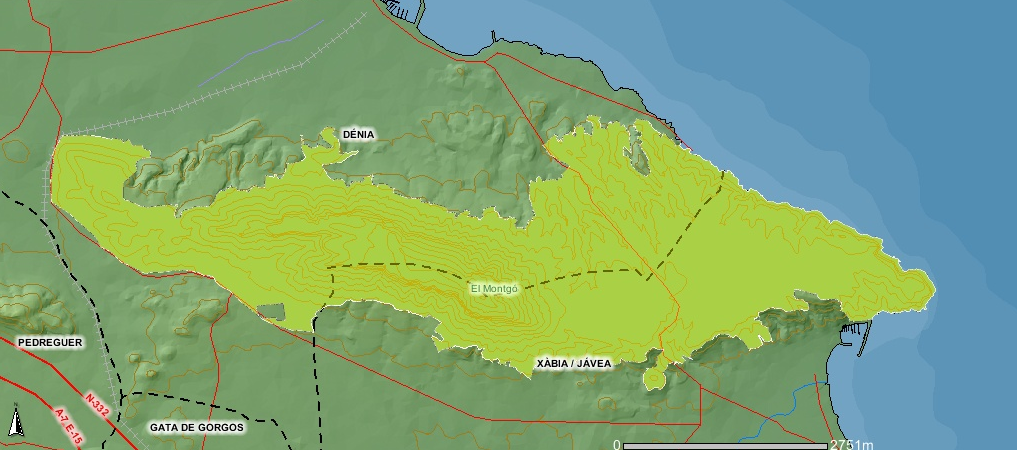
Maciço de Montgó

O Maciço de Montgó constitui um parque natural situado na província de Alicante, Comunidade Valenciana, Espanha com 753 metros de altitude.
O parque é atravessado pela rodovia CV-736 que liga Denia e Jávea, cidades fácilmente acessíveis pela AP-7 e pela N-332.